# Гиль Михайло Іванович
Михайло Іванович Гиль (нар. 13 вересня 1969, Миколаїв) — український учений. Доктор сільськогосподарських наук (2008), академік Національної академії наук вищої освіти України (2012), професор (2011), завідувач кафедри біотехнології та біоінженерії (2000—2015, 2023—2024), декан факультету технології виробництва і переробки продукції тваринництва, стандартизації та біотехнології (з 2001 р.) Миколаївського національного аграрного університету, експерт з акредитації освітніх програм за спеціальностями 162 й 204 та член Галузевої експертної ради галузі знань 16 "Хімічна інженерія та біоінженерія" Національного агентства із забезпечення якості вищої освіти Україи (2021-2023 рр..).

## Життєпис
Народився в родині службовців. У 1985 р. завершив СШ № 26, а в 1982 р. — ДМШ № 6 м. Миколаєва за класом фортепіано. 1987—1989 рр. — служба у ПВ КДБ СРСР; старшина, інструктор-кінолог категорії «Майстер», слідопит. Нагороджений знаками «Старший прикордонного наряду», «Відмінник Радянської Армії», «Відмінник Прикордонних військ» ІІ та І ступенів.
Здобув з відзнакою вищі освіти за спеціальностями: «Зооінженерія» (1995), 015-«Професійна освіта» (2020),  281-«Публічне управління та адміністрування» (2021, Миколаївський НАУ), 162-«Біотехнології та біоінженерія» (2021, Харківська ДЗВА), 152 - «Метрологія та інформаційно-вимірювальна техніка» (2022, Миколаївський НАУ), 181 - «Харчові технології» (2023, Миколаївський НАУ). Захистив наукову ступінь кандидата с.-г. наук у Херсонському ДАУ (1999) і доктора с.-г. наук — в Інституті РіГТ НААН України (2008). Належить до наукової школі доктора с.-г. наук, професора, члена-кореспондента НААН України Коваленко В. П. Вчені звання отримав: доцента по кафедрі «Годівлі та розведення с.-г тварин» (2002), професора  по кафедрі «Генетики, годівлі тварин та біотехнології» (2011). ВАК України видано диплом Ph.D. (2006). Був атестований с.-г. експертом-дорадником (2011). Пройшов стажування в установах: Veepro Holland (Holland, 2003) та MASHAV-MATC (Ізраїль, 2016), Університет природничих наук м. Любляни (Uniwersytet PrZyrodniczy w Lubline, Poland, 2021), Міжнародна програма (International Historical Biographical Institute, Dubai — New York — Rome — Jerusalem — Beijing, 2021). Трудовий стаж розпочав у Лікарні ШМД (1986) і далі — Миколаївському ОНД. З 1995 р. працює в Миколаївському НАУ на посадах асистента, старшого викладача, доцента, заступника декана (1997—2000), завідувача кафедри «Біотехнології та біоінженерії» (2000—2015, 2023—2024), декана факультету (з 2001). Впродовж 2015—2016 та 2018—2020 років професор Гиль М. І. працював за сумісництвом на посаді провідного наукового співробітника в лабораторії молекулярної генетики Інституту тваринництва степових районів ім. М. Ф. Іванова «Асканія-Нова» — Національному науковому селекційно-генетичному центрі з вівчарства НААН..
Є головою вченої ради факультету, членом вченої ради університету, а також заступником головного редактора фахового наукового збірника «Вісник аграрної науки Причорномор'я»; з 2010 р. заступник голови, проте з 2012 р. — голова спеціалізованої вченої ради Д 38.806.02 по захисту докторських і кандидатських дисертацій у галузі с.-г. наук зі спеціальностей: 06.02.01 та 06.02.04, член спеціалізованої вченої раади Д 55.589.02.
За ініціативою і при безпосередній участі проф. Гиль М. І. та підтримки ректора в Миколаївському НАУ ліцензовано освітню діяльність за початковим-третім рівнями освіти зі спеціальностей, робочих професій: 152, 162, 181, 204, 212, 8229, 6121 та 6121, а також відкрито докторантуру зі спеціальності 204.
Професор Гиль М. І. є організатором проведення у Миколаївському НАУ ІІ етапів Всеукраїнських студентських олімпіад з спеціальності «Технологія ВППТ» (2001, 2003—2005, 2007—2009, 2011—2013, 2015, 2016) і дисципліни «Біологія» (2004, 2005, 2007—2009, 2011—2013, 2015, 2016—2021) та II туру Всеукраїнського (2007, 2011—2013, 2015—2021) й Міжнародного конкурсів (2021—2024) студентських наукових робіт з галузі наук «Технологія ВППТ».
З 2007 р. проф. Гиль М. І. є заступник, а впродовж 2009—2015 рр. — голова НМК напряму «Технологія ВППТ» МОН й Мінагрополітики України. У 2009 р. обраний членом НМР аграрної освіти Мінагрополітики України. Викладає студентам початкового-третього рівнів вищої освіти дисципліни «Генетика…», є науковим керівником дипломних робіт, веде підготовку наукових кадрів — захистили дисертацію 1 доктор та 6 кандидатів наук, 3 аспіранти продовжують роботу над виконанням дисертацій. З 2008 року проф. Гиль М. І. є засновником і керівником наукової школи «Генетика і селекція тварин».
Склад наукових і навчально-наукових праць професора Гиль М. І. загалом сягає більше 230 найменувань — 2 одноосібні монографії: «Системний генетичний аналіз полігенно зумовлених ознак худоби молочних порід» (2008 р.), «Вплив внутрішньопородного підбору з використанням спорідненого розведення і міжлінійних кросів на молочну продуктивність корів» (2013 р.), 1-а монографія від наукової школи: «Генетичний аналіз господарськи цінних ознак Bos taurus» (2024 р.); 13 навчально-наукових видань — навчальних посібників: «Генетика популяцій» (2003 р.), «Генофонд свійських тварин України» (2005 р.), «Біологія продуктивності сільськогосподарських тварин» (2006 р.), «Генетика з біометрією» (2009 р.), «Біологія собаки» (2009 р.), «Дресирування собак» (2009 р.), «Біотехнологія» (2012 р.), «Собака (перелік генів)» (2012 р.), «Генетика з біометрією: практикум» (2015 р.), «Молекулярна генетика та технології дослідження генома» (2015 р.), «Апоптоз — запрограмована смерть клітини. Curriculum vitae клітини — життєвий шлях клітини» (2016 р.); 2 навчально-наукових видання — підручники: «Генетика популяцій» (2018 р.), «Біологія продуктивності сільськогосподарських тварин» (2018 р.). Професор Гиль М. І. одержав 1 патент України (Спосіб одержання комплексних рідких і порошкоподібних кормових добавок. Інститут промислової власності, Київ, 2007 (Пат. № 26993, опубл. 10.10.07)) і подав 5 заявок на патенти України й винаходи (Спосіб оцінки та прогнозування лактаційних кривих молочної худоби за допомогою математичного моделювання. Інститут промислової власності, Київ, 2007 (Пат. u 2007 08036, заявл. 16.07.07); Спосіб оцінки сталості лактаційних кривих. Інститут промислової власності, Київ, 2007 (Пат. u 2007 08049, заявл. 16.07.07); Спосіб прогнозування молочної продуктивності корів. Інститут промислової власності, Київ, 2007 (Пат. а 2007 08043, заявл. 16.07.07); Спосіб прогнозування молочної продуктивності корів за параметрами динаміки кривої їх росту. Інститут промислової власності, Київ, 2007 (Пат. а 2007 08046, заявл. 16.07.07); Спосіб використання ентропійно-інформаційного аналізу кількісних ознак молочної худоби. Інститут промислової власності, Київ, 2007 (Пат. а 2007 08048, заявл. 16.07.07)); одержано 2 авторських свідоцтва (А.с. № 22046 про реєстрацію авторського права на твір «Генетика популяцій». Державний департамент інтелектуальної власності Міністерства освіти і науки України, Київ, 17.09.2007, № 22197; Заявл. 26.07.07; Опубл. 19.09.07; А.с. № 22042 про реєстрацію авторського права на твір «Біологія продуктивності сільськогосподарських тварин». Державний департамент інтелектуальної власності Міністерства освіти і науки України, Київ, 14.09.2007, № 22188; Заявл. 26.07.07; Опубл. 14.09.07) та ін. Має авторство з 21 типової навчальної програми для студентів вищих аграрних закладів України ІІ-IV рівнів акредитації. Вченим опубліковано 150 наукові статті (з них за кордоном — 13) та 35 методичних розробок, складено 3 плани племінної роботи для племгосподарств Миколаївської області. Його особистий h-індекс дорівнює 11, проте і10-індекс — 10.
Працював на громадських засадах головою наукової комісії Всеукраїнської громадської організації — Кінологічна Спілка України (КСУ), був членом кваліфікаційної комісії та Президії КСУ, є експертом національної категорії КСУ. Гиль М. І. є членом Міжнародної організації SHALOM з 2016 р. та Центру українсько-європейського наукового співробітництва з 2021 р.
Нагороджений у 1996 р. на І Міжнародному конгресі F.C.I. з розведення собак «Срібною медаллю» (Італія), проте у 2006 р. — «Золотим знаком КСУ», дипломом Міністром освіти і науки України (2013 р.), Міністром аграрної політики України — знаками «Відмінник аграрної освіти і науки України» (ІІІ ступеня у 2004 р., ІІ ступеня — 2009 р.), трудовою відзнакою «Знак Пошани» у 2008 р., «Почесною грамотою» Міністерства аграрної політики та продовольства України (2014 р.), президентом Національної академії наук вищої освіти України — медалями «20 років АНВОУ» (2012 р.), «Івана Пулюя» (2016 р.), «ім. Ярослава Мудрого» (2018 р.), «ім. Миколи Івановича Дубини» (2021 р.); має подяки від міського голови Миколаєва (2005 р.) та голови облдержадміністрації Миколаївської області (2008 р.), директора ДП Миколаївстандартметрологія (2010 р.), Міністра аграрної політики України (2012 р.), почесні грамоти від Управління освіти і науки (2008 р.) та голови Миколаївської облдержадміністрації (2011 р.), директора Науково-методичного центру Мінагрополітики України «Агроосвіта» (2009 р., 2010 р., 2013 р.), а також директора Департаменту науково-освітнього забезпечення АПВ та розвитку сільських територій Мінагрополітики України (2013 р.). Нагороджений Почесною грамотою Української федерації вчених (2021 р.) та є лауреатом конкурсу «Науковець року» (2021 р.), медаллю Миколаївським НДЕКЦ МВС України «За сумлінну працю» (2024 р.), орденом МБФ НУН «Гордість української нації» (2024 р.).
Наукові праці
- Системний генетичний аналіз полігенно зумовлених ознак худоби молочних порід: монографія / М. І. Гиль; Миколаївський держ. аграрний ун-т. — Миколаїв: [б.в.], 2008. — 478 с.[1]
- Вплив внутрішньопородного підбору з використанням спорідненого розведення і міжлінійних кросів на молочну продуктивність корів: монографія / М. І. Гиль; Миколаїв. нац. аграр. ун-т. — Миколаїв: МНАУ, 2013.[1]
- Біотехнологія: навчальний посібник / за ред. М. І. Гиль. — Миколаїв: МДАУ, 2012. — 476 с.[1]